# Paso Internacional Los Libertadores

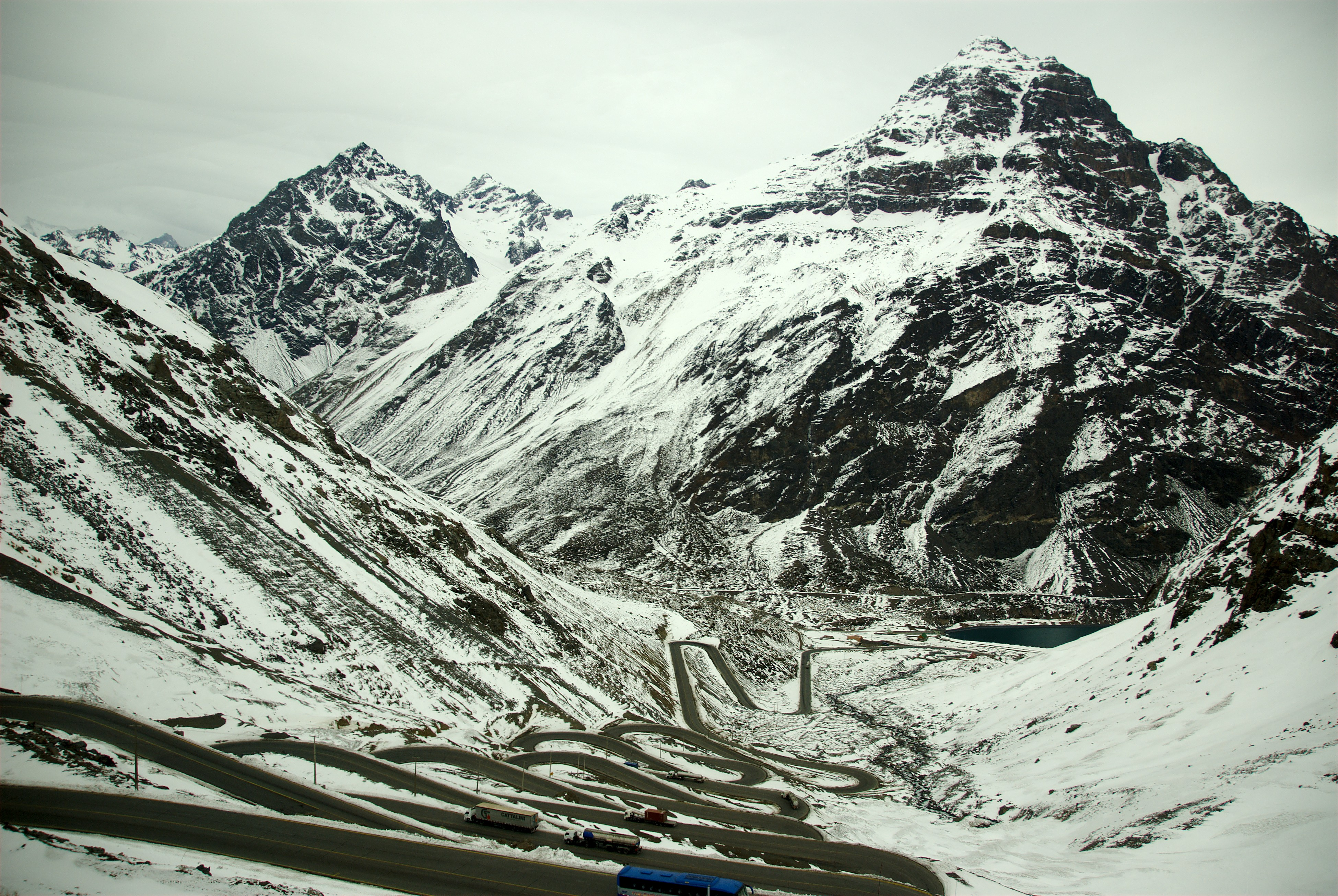
Serpentiny na cestě k průsmyku

Paso Internacional Los Libertadores (Mezinárodní průsmyk osvoboditelů) je vysokohorský průsmyk v Andách, kterým prochází státní hranice mezi Chile a Argentinou. Sedlo se nachází v nadmořské výšce 3 175  m n. m. a prochází jím důležitá dopravní tepna spojující Santiago de Chile a Mendozu. V roce 1980 byl v průsmyku otevřen silniční tunel Túnel del Cristo Redentor, pojmenovaný podle nedaleké sochy Krista Spasitele a dlouhý 3080 metrů. Plánuje se také stavba dalšího tunelu na úpatí průsmyku, dlouhého okolo dvaceti kilometrů, díky němuž by cesta přes hory byla rychlejší a její sjízdnost by nezávisela na počasí v zimních měsících.